# Criteuil-la-Magdeleine

Criteuil-la-Magdeleine este o comună în departamentul Charente, Franța. În 1 ianuarie 2022 avea o populație de 403 de locuitori.